# Kameleoni
Kameleoni (lat. Chamaeleonidae) su porodica životinja iz reda ljuskaša. Opisano je oko 160 različitih vrsta, koje se dijele u dvije potporodice. Gotovo sve vrste su ugrožene u svojim prirodnim staništima, zbog čega su pod zaštitom Washingtonskog sporazuma o zaštiti vrsta.

## Građa tijela
Oblik tijela kameleona može značajno varirati. Zbog toga je prilično teško točno odrediti neke vrste. Naime, oblik im se mijenja, ovisno o starosti i spolu. Čvrste odrednice su uglavnom "rogovi" i izrasline na njuški. Tako postoje vrste s vrlo malenim izraslinama na njuškama (Calumma nasutum) kao i vrste kod kojih su te izrasline vrlo velike (Calumma parsonii). Za prepoznavanje pripadnika iste vrste te su izrasline nezaobilazne. Pored toga, postoje i različiti tipovi rogova. Tako ih vrsta Chamaeleo quadricornis gracilior može imati čak do šest, dok vrsta Chamaeleo johnstoni ima samo tri.
Sljedeća osobina im je kožni zalistak smješten uz stražnji dio glave (okcipitalni zalistak). Te zaliske životinja širi kako bi izgledala veća. Time bi trebali zastrašiti potencijalne predatore. 
Karakteristični su im i različite krijeste. To su izrasline koje svojim oblikom podsjećaju na češalj, a pojavljuju se na leđima, trbuhu i grlu. Krijesta na leđima može biti različita. To mogu biti čunjaste ljuske, bodlje ili leđno "jedro" koje podsjeća na leđnu peraju, kao kod vrste Chamaeleo cristatus. Značajne odlike koje se koriste za razlikovanje su trbušna i grlena krijesta.
Sljedeća osobina im je "šljem" na glavi. Može biti visok i do 8 cm. Glavna funkcija mu je promjena siluete do mjere da ga se ne prepoznaje kao kameleona.
Kao što su im različite navedene odlike, razlikuju se i veličinom tijela, pri čemu su mužjaci obično veći. Najveći je Furcifer oustalet koji može doseći ukupnu dužinu od oko 68 cm, dok je Brookesia micra najmanji kameleon, koji može narasti do 29 mm.
Čitava građa tijela pravih kameleona prilagođena je životu na drveću, iako neke vrste žive gotovo isključivo na tlu. Oblikom tijela često imitiraju razne oblike biljki. Pravi kameleoni često izgledom liče na list, terestrični na staro drvo ili opalo lišće. Stopala su im se preoblikovala u kliješta kojima uspijevaju čvrsto obuhvatiti svaku granu. Neke vrste imaju dodatno još i kandže što omogućuje još sigurnije hvatanje. Stopala su posebno građena: svako stopalo ima pet prstiju, ali su po dva odnosno tri sraštena, tako da predstavljaju dva kraka kliješta. Podrška kretanju po drveću je i rep prilagođen prihvaćanju za granu, a imaju ga samo pravi kameleoni. Važnost repa vidljiv je i po tome, što su izgubili sposobnost ostalih guštera da odbace rep i regeneriraju ga (autotomija). Za razliku od kameleona koji žive na drveću, kod terestričnih rep nije značajan. Služi samo za naslanjanje.
Kao posebnost treba spomenuti, da u slučaju pada sa stabla napušu pluća i time "omekšaju" pad.
Oči: Uz ostale posebnosti, oči kameleona su vrlo tipične. Smatra ih se vrlo razvijenim i puno su bolje od ljudskih. Rožnicu i druge dijelove oka prekriva ljuskasti kapak dijelom srašten s očnom jabučicom. Nizom prilagodbi vid kameleona je izuzetno izoštren, a jedino oni mogu pokretati svako oko zasebno. Oči su smještene tako, da se vidna polja ne preklapaju u jednu sliku, nego nastaju dvije slike. Danas se još ne zna kako životinja obrađuje te dvije slike. Neobična pokretljivost očiju osigurana je kompleksnim mišićnim aparatom. Zbog ispupčenosti očiju iz glave, ukupno vidno polje kameleona je 342°, dakle samo 18° im je u "mrtvom kutu", što je samo jedan dio leđa.
Uobičajeno korištenje očiju slijedi čvrsti uzorak, i jednak je kod svih vrsta kameleona:
- Prvo istraži okolinu svakim okom zasebno.
- Kad pronađe plijen, fokusira ga s oba oka.

Jezik: Još jedna u životinjskom svijetu jedinstvena osobina kameleona je njihov jezik. Jezik je uvučen u grlenu vrećicu i povezan s jezičnom kosti. Nije smotan, nego ga se može usporediti s kratkom gumenom trakom. Vrh vrlo dugog i mišićavog jezika je zadebljan i podijeljen na dva dijela. Premrežen je sekretom koji nije ljepljiv, nego potpomaže stvaranju velike površinske napetosti koja drži plijen uz jezik. Kada se dovoljno približi plijenu, izbacuje jezik do plijena, što traje jednu desetinku sekunde, tako da plijen ne može pobjeći.
Izbacivanje jezika dijeli se na 5 faza:
1. plijen se fiksira i ispituje njegova veličina, oblik, vrsta i udaljenost,
2. polako otvara usta, priprema jezik za izbacivanje i gura ga malo prema naprijed,
3. izbacuje jezik,
4. plijen je uhvaćen,
5. plijen se jezikom privlači ustima kojima ga drži, dok se jezik vraća u grlenu vrećicu. Nakon toga guta čitav plijen u jednom komadu.

Jezik koriste i za pijenje vode.

## Rasprostranjenost
Kameleoni prvobitno potječu iz istočne Afrike, no svoju su raznovrsnost razvili ponajviše u zapadnoj Africi i na Madagaskaru. Danas ga se može naći na cijelom afričkom kontinentu, naročito na Madagaskaru i području sredozemlja, ali i u Indiji, Sri Lanki i Turskoj zajedno s Arapskim poluotokom. No najveća koncentracija kameleona, kako brojem vrsta tako i brojnošću populacije je Afrika (osim sjeverne Afrike) i Madagaskar.

## Stanište
Staništa kameleona su različita. Većina vrsta pravih kameleona su stanovnici grmlja i stabala. Građa tijela im je dobro prilagođena takvom načinu života. No i unutar te potporodice ima vrsta koje žive na tlu. Pored toga, kameleoni su se prilagodili i različitim ekološkim područjima. Tako nastanjuju oaze u Sahari, ali i obronke Mount Kenye, do granice snijega.

## Hrana i razmnožavanje
Kameleoni se hrane kukcima, a veće vrste jedu i male kralježnjake. Pored toga, hrane se i manjim vrstama iste porodice. Kod nekih vrsta je primijećeno da rado jedu i voće i povrće.
Kao i drugi gmazovi, većina kameleona leže jaja prosječno oko 4 tjedna nakon oplodnje, što znači da su oviparni. No, postoje i vrste koje donose na svijet potpuno razvijene mladunce, što se naziva ovoviviparnost. Ta je pojava naročito česta kod vrsta koje žive u hladnijim područjima gdje tlo ne daje dovoljnu toplinu koju jaja trebaju da bi se iz jaja razvili mladunci.
Prije odlaganja jaja ženka obično siđe s drveta kako bi iskopala rupu (obično između 10 i 30 cm duboku), gdje će nakon toga položiti svoja jaja. Kada završi s lijeganjem, zatrpava jaja i napušta mjesto. Dok manje vrste poput Brookesie liježu 2-4 jaja, veći kameleoni poput Chamaeleo calyptratusa liježu u rasponu od 80-100 jaja. Mladi se izlegnu 4-12 mjeseci kasnije, ovisno o vrsti kameleona. Vjeruje se da je jajima Calumme parsonii potrebno i do 2 godine da se izlegnu mladunci.

## Mijenjanje boje
Jedno od vrlo značajnih obilježja kameleona, do mjere da su postali sinonim za prevrtljivost, je njihova (iako ne samo njihova) osobina da mogu mijenjati boju kože. 
Svaka vrsta ima određeni broj boja. Unutar tog spektra mogu pokazati različite tonove i uzorke. Taj proces (ovisno o vrsti i situaciji) odvija se različitom brzinom. Najbrže mijenjaju boju u slučaju opasnosti ili u borbi sa suparnikom. Tako je kod vrste chameleo calyptratus izmjerena promjena boje od neutralne do borbene za manje od 6 sekundi. Danas se često tvrdi da mijenjanje boje služi prikrivanju. No, to je samo dijelom točno. Kameleoni koriste boju prije svega za komunikaciju. Time pripadnicima iste vrste pokazuju svoje raspoloženje i osjećaje, koje dodatno potvrđuju govorom tijela.

## Vanjske poveznice
- Chameleoni! Online E-zine (en)
- Stranica naprednih uzgajivača kameleona (en)

|  | Zajednički poslužitelj ima još gradiva o temi Kameleoni |
|  | Wikivrste imaju podatke o taksonu Kameleonima           |